# Eryngium grossii
Eryngium grossii là một loài thực vật có hoa trong họ Hoa tán. Loài này được Font Quer mô tả khoa học đầu tiên năm 1938.